# Eduardo Frieiro
Eduardo Frieiro (Matias Barbosa, 5 de julho de 1889 – Belo Horizonte, 24 de março de 1982) foi um professor universitário e escritor brasileiro.

## Biografia
Filho de imigrantes galegos, foi professor catedrático de Literatura Espanhola e Hispano-Americana na Universidade Federal de Minas Gerais, da qual recebeu o título de professor emérito. Foi fundador da Faculdade de Filosofia, professor de Filologia Românica, fundador e primeiro diretor da Biblioteca Pública de Minas Gerais, hoje Biblioteca Pública Estadual Luiz de Bessa.
Fundou, nos anos 1930, a Sociedade Editora Amigos dos Livros, que publicou mais de 25 livros durante seu funcionamento. É considerado o primeiro autor a explorar vastamente a culinária de Minas Gerais ao publicar seu livro "Feijão, Angu e Couve" em 1966.
Membro da Academia Mineira de Letras (cadeira nº 07), que mantém sua coleção. recebeu da Academia Brasileira de Letras o Prêmio Machado de Assis pelo conjunto de sua obra.
Em 2012, o Governo de Minas Gerais instituiu o dia 05 de julho como "Dia da Gastronomia Mineira" em homenagem ao nascimento de Eduardo Frieiro.

## Publicações[4]

### Livros
- O club dos graphômanos. Belo Horizonte: Pindorama, 1927.
- Inquietude, melancolia. Belo Horizonte: Pindorama, 1930.
- Basileu. Belo Horizonte: Itatiaia, 1981. (Segunda edição, revista, de Inquietude, melancolia).
- O brasileiro não é triste. Belo Horizonte: Os Amigos do Livro, 1931.
- A ilusão literária. Belo Horizonte: Os Amigos do Livro, 1932.
- O cabo das tormentas. Belo Horizonte: Os Amigos do Livro, 1936.
- Letras Mineiras: 1929-1936. Belo Horizonte: Os Amigos do Livro,1937.
- Os livros nossos amigos. 4 ed. rev. e aum. Belo Horizonte: Coord. Cultura de Minas Gerais, 1980.
- O Diabo na livraria do cônego. Belo Horizonte: Cultura Brasileira,1945.
- Como era Gonzaga? Belo Horizonte: Secretaria da Educação/Publicações, 1950.
- Páginas de críticas e outros escritos. Belo Horizonte: Itatiaia, 1955.
- O alegre Arcipreste e outros temas da literatura espanhola. Belo Horizonte: Oscar Nicolai, 1959.
- O romancista Avelino Fóscolo. Belo Horizonte: Secretaria da Educação/Publicações, 1960.
- Feijão, angu e couve; ensaio sobre a comida dos mineiros. Belo Horizonte: Centro de Estudos Mineiros/UFMG, 1966.
- Torre de papel; motivos literários. Belo Horizonte: Imprensa Oficial, 1969.
- O elmo de Mambrino. Belo Horizonte: Imprensa Oficial, 1971.

### Capítulos de livros
- Um Robinson Literário. In: CAVALHEIRO, Edgard (Org.) Testemunho de uma Geração. Porto Alegre: Globo, 1944. p. 115-24.

### Artigos de periódicos
- Brotoeja literária. Avante! Belo Horizonte, 28 ago.1925. p.3.
- Os primórdios do futebol em Belo Horizonte. Vida Esportiva, Belo Horizonte, v.1, n.1, 14 nov. 1927.
- O Amigos do Livro. Minas Gerais, 19 jun. 1931. Caderno 2.
- Primários e autodidatas. Boletim Literário. Rádio Inconfidência Belo Horizonte, 02 setembro 1937.
- Sobre os biscateiros de traduções. Folha de Minas, Belo Horizonte,12 ago.1943. Caderno 2.
- Recordando Os Amigos do Livro. Revista do Livro, Rio de Janeiro, v.3, n. 10, p. 211-18, 1958.
- Notas sobre João Ribeiro. Kriterion, Belo Horizonte, n.53-54, jul.dez., 1960.
- A biblioteca assassinada. Estado de Minas, Belo Horizonte, 27 out. 1963.
- Ouro Prêto, fim de século. Minas Gerais, Belo Horizonte, dez. 1967. Suplemento Literário, v.2, n.68, p.12.
- Machado de Assis: o homem e a obra. Minas Gerais, Belo Horizonte, dez. 1967. Suplemento Literário, v.2, n.70, p.10.
- Recordando Os Amigos do Livro. Minas Gerais, dez. 1967. Suplemento Literário, v.2, n.68, p.2.
- Nossa boa biblioteca. Bol. Biblioteca Pública Estadual Luís de Bessa. Belo Horizonte, v.1, n.1, p. 8-12, jul. 1970.
- Saint Hilaire em Minas Gerais. Minas Gerais, Belo Horizonte, out. 1970. Suplemento Literário, v.5, n.214, p.8-9.
- Um pesquisador da História. Minas Gerais, Belo Horizonte, nov. 1970. Suplemento Literário, v.5, n.220, p.9.
- Recordando a velha capital. Minas Gerais, Belo Horizonte, nov. 1971. Suplemento Literário, v.6, n.271, p.3.
- História e mitografia. Minas Gerais, Belo Horizonte, ago. 1972. Suplemento Literário, v.7, n.313, p.12.
- Notícia. Minas Gerais, Belo Horizonte, jun. 1974. Suplemento Literário, v.9, n.405, p.2.
- Poesia e humor. Poesia pura. Minas Gerais, Belo Horizonte, maio 1980. Suplemento Literário, v.14, n.709, p.9.
- A sombra de Tiradentes. Minas Gerais, Belo Horizonte, abr. 1992. Suplemento Literário, v.25, n.1175, p. 12.